# Tityus spelaeus
Tityus spelaeus — вид скорпіонів родини Buthidae. Описаний у 2021 році.

## Поширення
Ендемік Бразилії. Виявлений у печері Руссао II у муніципалітеті Посі на сході штату Гояс.